# Contre Dieu
Contre Dieu est un roman noir, doublé d'un thriller de l'auteur québécois Patrick Senécal, publié en 2010 par les éditions Les 400 coups, dans la collection Coups de tête. Il est réédité en 2016 dans la collection "No de série" des éditions Somme toute.   
Le principal thème de cette œuvre est celui de l'autodestruction.

## Résumé
Un homme apprend que sa femme et ses deux enfants ont eu un grave accident de voiture et sont tous décédés.  Il commence dès lors à sombrer dans l'alcool.  Ensuite, il constate qu'il y a toujours une voiture suspecte chez son voisin.  
Après les funérailles de sa famille, il décide d'en informer son voisin, car il était lui aussi présent aux funérailles.  Il va donc faire un tour chez lui et découvre sa femme et un jeune homme couchés dans le même lit. Le protagoniste décide de sortir le soir pour aller dans les bars et il rencontre Mélanie qui décide de l'aider.  Il commence à devenir de plus en plus bizarre et ses problèmes mentaux empirent. 
Durant son parcours, il commet deux meurtres : à l'endroit d'une jeune femme et sur un prêtre. À la suite de ses crimes, il s'en prend à Mélanie, la clouant au mur avant de l'abandonner et de voler son véhicule pour prendre le large.

## Personnages
- (Sans nom) : principal personnage de l'histoire semant l'autodestruction. Après avoir perdu d'un seul coup sa femme et ses enfants, il ne sera plus le même homme qu'il était avant, causant ainsi des ravages en abandonnant ainsi sa famille et ses amis avant de disparaître sans laisser de traces.
- Judith : femme du protagoniste et mère d'Alexis et Béatrice
- Jean-Marc : frère aîné de Judith
- Mélanie : amie du protagoniste qui tente de l'aider à sortir de sa dépression.
- Sylvain : meilleur ami du protagoniste.
- Alain : frère du protagoniste.
- Michel : voisin du protagoniste, la relation extraconjugale de sa femme avec un autre homme a été révélée par le protagoniste.
- Père Léo : prêtre, ami de Mélanie et grand croyant religieux, il est une des personnes qui aident le protagoniste à se remettre de sa dépression.
- Andréane : jeune femme qui a connu le protagoniste avant qu'il commette un geste irréparable à son endroit.
- Juliette : cousine du protagoniste, paraplégique depuis qu'elle a vingt-sept ans à la suite d'un accident.

## Personnage principal
Le nom du personnage principal du roman n'a jamais été divulgué, l'auteur voulait que le rôle de ce personnage soit interprété par nul-autre que le lecteur. Dans ce texte, l'auteur a employé le personnage à la deuxième personne (en s'adressant qu'au lecteur) au singulier ou au pluriel, comme si vous vous représentez le personnage du roman. Il est à noter que tout le roman n’est constitué que d’une seule phrase.